# Zorion guttigerum
Zorion guttigerum är en skalbaggsart som först beskrevs av John Obadiah Westwood 1845.  Zorion guttigerum ingår i släktet Zorion och familjen långhorningar. Inga underarter finns listade i Catalogue of Life.